# 2016年レッドブル・エアレース・ワールドシリーズ ラスベガス
座標: 北緯36度16分16.82秒 西経115度0分40.03秒 / 北緯36.2713389度 西経115.0111194度
2016年レッドブル・エアレース・ワールドシリーズ ラスベガスでは、通算11シーズン目となるレッドブル・エアレース・ワールドシリーズの内、2016年10月15日・16日にアメリカ合衆国のネバダ州ラスベガスで行われた2016年シーズン最終戦（第8戦）について述べる。会場は、2014年シーズンから3年連続でラスベガス・モーター・スピードウェイが選ばれた。
予選は強風により、決勝は砂漠風の発生により中止となり、残念な最終戦となった。

## マスタークラス
第7戦インディアナポリス大会でマティアス・ドルダラー（ドイツ）が圧倒的な強さで3勝目を挙げ、最終戦を前にワールドチャンピオンとなることが決定したが、ドルダラーは可能ならば4勝目を目指したいと述べた。10月13日、2年連続優勝を狙ったマット・ホールが機体の不具合により欠場することが発表された。ホールのポイントランキングは2位で確定した。10月14日、本大会の結果次第で総合3位になる可能性があったマルティン・ソンカ（チェコ）が、第5戦 アスコット大会でエンジン回転数に違反があったことが確認され、結果（5位）と当該大会で獲得した6ポイントが剥奪されると発表され、3位争いに絡めなくなった。これにより、3位になる可能性があるのは、ナイジェル・ラム（イギリス）、ニコラス・イワノフ（フランス）、室屋義秀（日本）、ピート・マクロード（カナダ）、カービー・チャンブリス（アメリカ）の5名となった。
2本のフリープラクティスではドルダラーとマルティン・ソンカがトップの成績を記録し、室屋も上位をキープした。ラウンド・オブ・14は途中で中止となったため最終結果には反映されなかったものの、マイケル・グーリアン（アメリカ）がトラック・レコードとなる48.294秒を記録したほか、ピーター・ポドランセック（スロベニア）は2度目となるラウンド・オブ・8への進出を果たしたとレース後のコメントで明かした。

## チャレンジャークラス
第7戦までの通算成績の上位6名が出場するチャレンジャーカップには、成績順にフロリアン・バーガー（ドイツ）、ダニエル・リファ（スウェーデン）、ケヴィン・コールマン（アメリカ）、ルーク・チェピエラ（ポーランド）、ベン・マーフィ（イギリス）、メラニー・アストル（フランス）が出場する。2本のフリープラクティスでは、リファが上位をキープした。強風の影響で予選・決勝ともに中止となり、総合成績からフロリアン・バーガーの優勝が決定した。

## 天候の悪化
フリープラクティスの時から強風に見舞われ、予選が行われる15日には37ノットの強風により、本部はパイロンの空気を抜くことと予選開始時刻の順延を決定した。レギュレーションでは風速が30ノットを越える際は飛行できないと定められており、間もなくチャレンジャークラスとマスタークラスの予選を含む全フライトが中止されることが発表された。16日の午後1時から開始予定だったラウンド・オブ・14も強風の影響で順延が続き、午後4時に開始し、中断を挟みながら敢行されたが、風は止むどころかパイロンをなぎ倒すほどの強さの上、日没が迫ったためヒート6の途中で中止となった。現役最後のレースとなるはずだったナイジェル・ラム（イギリス）、4勝目を目指したドルダラーは一度もフライトすることなくこの日を終えた。

## 最終ランキング
| 順 位 | パイロット               | トー タル |
| ----- | ------------------------ | --------- |
| 1     | マティアス・ドルダラー   | 80.25     |
| 2     | マット・ホール           | 55.75     |
| 3     | ハンネス・アルヒ         | 41.00     |
| 4     | ナイジェル・ラム         | 37.75     |
| 5     | ニコラス・イワノフ       | 35.00     |
| 6     | 室屋義秀                 | 31.50     |
| 7     | マルティン・ソンカ       | 31.00     |
| 8     | カービー・チャンブリス   | 30.25     |
| 9     | ピート・マクロード       | 30.50     |
| 10    | マイケル・グーリアン     | 19.75     |
| 11    | フアン・ベラルデ         | 14.25     |
| 12    | フランソワ・ルボット     | 10.00     |
| 13    | ピーター・ポドランセック | 4.00      |
| 14    | ペトル・コプシュタイン   | 4.00      |
| 15    | クリスチャン・ボルトン   | 0.00      |

| 順 位 | パイロット             | トー タル |
| ----- | ---------------------- | --------- |
| 1     | フロリアン・バーガー   | 28        |
| 2     | ダニエル・リファ       | 26        |
| 3     | ケヴィン・コールマン   | 26        |
| 4     | ルーク・チェピエラ     | 24        |
| 5     | クリスチャン・ボルトン | 20        |
| 6     | ベン・マーフィ         | 20        |
| 7     | メラニー・アストル     | 16        |
| 8     | フランシス・バロス     | 2         |